# Hetepnebi
Hetepnebi („möge mein (?) Herr gnädig sein“)  war ein lokaler Würdenträger im Alten Ägypten zur Zeit der 6. Dynastie. Er trug die Titel Vorsteher der Tausend (Rinder) des eigenen Besitzes, Vorsteher der Ziegenherden, Kammerherr des Königs (cheritep nisut) und Freund. Er war damit vor allem oberster Verwalter der lokalen Viehherden.
Hetepnebi ist von seinem Felsengrab in Deir el-Gebrawi (moderne Nummer S2) bekannt. Sein kleines Grab besteht aus einer Kapelle und hat sechs Schächte, die in unterirdische Grabkammern führen. In der oberirdischen, in den Fels gehauenen Grabkapelle befanden sich einst Malereien, die heute aber nicht mehr gut erhalten sind. Auf der Südwand sieht man Hetepnebi vor einem Opfertisch. Eine längere Inschrift darüber nennt seinen Namen und seine Titel. Eine weitere erhaltene Darstellung auf der Ostwand zeigt eine Frau, vielleicht die Gemahlin des Hetepnebi. Ihr Name ist jedoch verloren.